# Грузинская ящерица
Грузинская ящерица (лат. Darevskia rudis) — представитель рода скальные ящерицы (Darevskia) семейства Настоящие ящерицы (Lacertidae).

## Описание

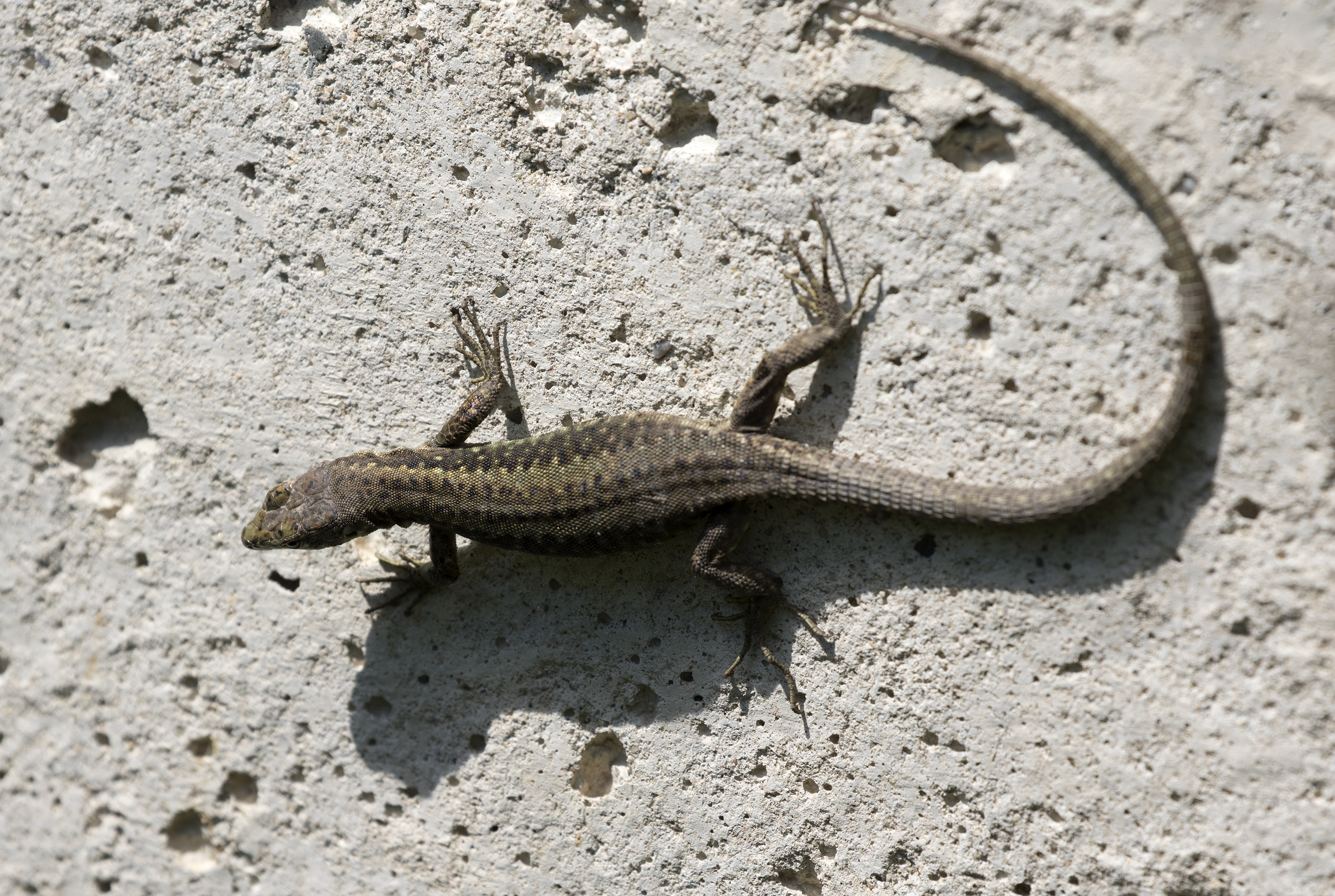
Самка, Эспие – Гиресун, Турция.

Длина тела достигает 8,4 см. Хвост как минимум в два раза длиннее. Верхняя сторона туловища самцов светло-зеленая, оливково-зеленая или бурая, самок — тёмно-песчаная или оливково-серая. Посередине спины проходит полоса из крупных вытянутых поперёк чёрных или тёмно-бурых пятен, которая ограничена по бокам более или менее широкими, лишёнными рисунка, полосками. Боковые полосы образованы обычно 3 рядами чёрных или бурых кругов с хорошо заметными белыми (голубыми на уровне передних лап) центрами. Брюхо и нижняя сторона головы и горло самцов зеленовато-жёлтого, жёлтого, сизо-зелёного, голубого окраса. Самки имеют желтоватое или зеленоватое брюшко. В период спаривания крайние брюшные щитки самцов и граничащие с ними участки тела становятся ярко-синими или фиолетовыми.
Голова у грузинской ящерицы заметно уплощена. У взрослых особей мелкие щитки височной области могут нести на себе короткие притупленные шипики. По средней линии горла проходят 20—34 чешуйки. Чешуя туловища выпуклая, заметно увеличенная по бокам, иногда со слабо выраженными продольными рёбрышками, более чёткими в задней трети спины и на границе с брюхом. Вокруг середины туловища 38—58 чешуи. Анальный щиток большой, с 1 большим или реже 2-3 мелкими симметрично расположенными преанальными спереди.

## Образ жизни
Обитает преимущественно на скалах и выходах горных пород по берегам рек и на склонах, преимущественно в зоне леса. Изредка живёт и на деревьях. Местами проникает в горно-степную зону. Прячется в трещинах и пустотах между камнями. В горах встречается до высоты 2400 м над уровнем моря. Активна с февраля—марта до октября—ноября. Питается насекомыми, пауками, моллюсками и дождевыми червями.
Самцы устраивают брачные турниры, в ходе которых они медленно сближаются, передвигаясь боком и сжимая туловище, а также иногда останавливаясь и поскрёбывая землю лапой. Более слабый соперник обычно убегает. В июне—июле самка откладывает от 4 до 8 яиц. В августе — начале сентября из них выходят молодые ящерицы общей длиной 5—5,5 см.

## Распространение
Встречается в северной половине Турции, на северных склонах Главного Кавказского хребта (Чечня, Ингушетия и соседние районы Дагестана) и в западном Закавказье до северо-западного Азербайджана.

## Охрана
Занесена в Красную книгу Северной Осетии.

## Подвиды
Выделяют 8 подвидов:
- Darevskia rudis bischoffi Böhme et Budak, 1977 — распространён в северо-восточной Турции и Аджарии.
- Darevskia rudis bolkardaghica Arribas et al., 2013 — известна из провинции Мерсин (Турция).
- Darevskia rudis chechenica (Eiselt et Darevsky, 1991) — горы Большого Кавказа на территории Грузии, горные районы Чечни и Дагестана и Азербайджана.
- Darevskia rudis macromaculata (Darevsky, 1967) — распространен по р. Ахалкалаки в Грузии, а также в Армении и Турции.
- Darevskia rudis mirabilis Arribas et al., 2013 — северо-восточная Турция.
- Darevskia rudis obscura Lantz et Cyren, 1936 — горы по берегам Куры и Боржомское ущелье в Грузии и Турции.
- Darevskia rudis rudis (Bedriaga, 1886) — в северо-восточной Турции.
- Darevskia rudis svanetica (Darevsky et Eiselt, 1980) — распространён в Западной Грузии и в Росси (субальпийский пояс горы Ацетука).